# Pô

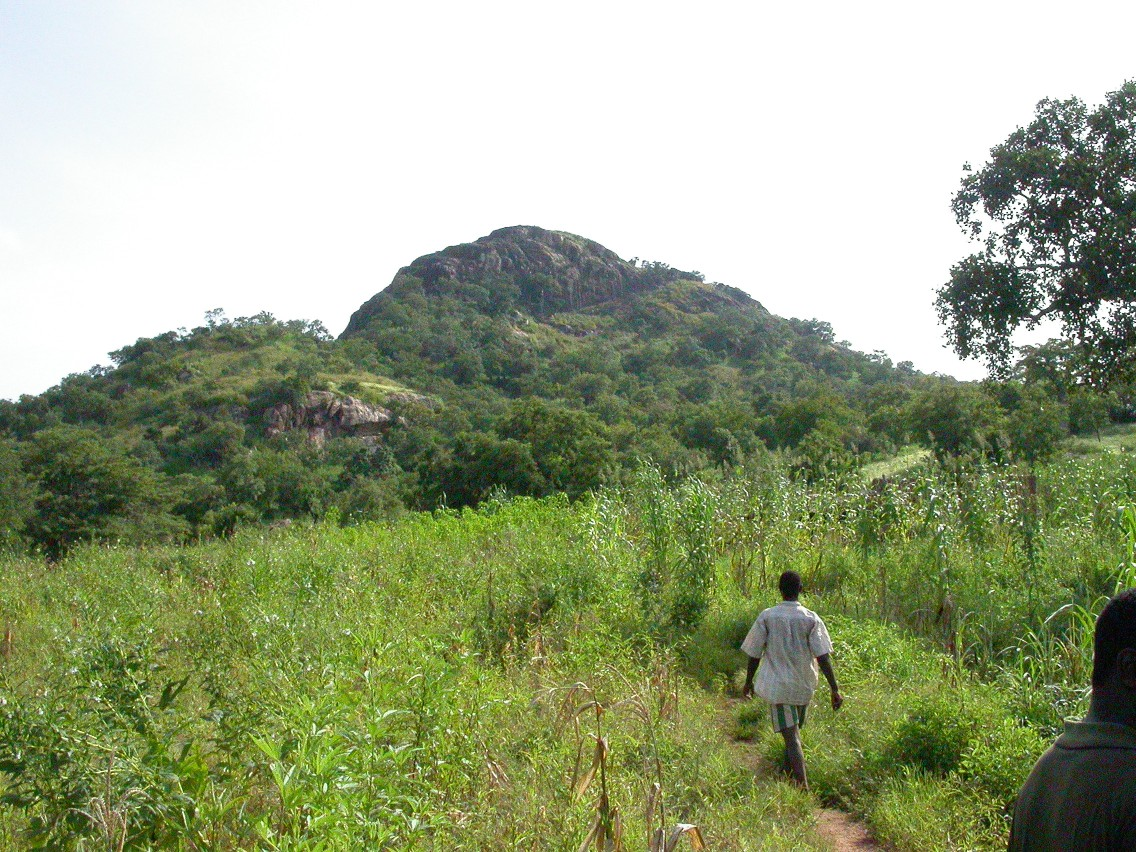
De Pic de Nahouri ten zuiden van Pô

Pô is een stad in Burkina Faso en is de hoofdplaats van het departement Pô en van de provincie Nahouri.
Pô telde in 2006 bij de volkstelling 23.842 inwoners.